# Шони Хилс (округ Грин, Охајо)
Шони Хилс (енгл. Shawnee Hills, Greene County) насељено је место без административног статуса у америчкој савезној држави Охајо.

## Демографија
По попису из 2010. године број становника је 2.171, што је 184 (-7,8%) становника мање него 2000. године.
| Група             | 2000.         | 2010.         |
| Белци             | 2.274 (96,6%) | 2.092 (96,4%) |
| Афроамериканци    | 21 (0,9%)     | 16 (0,7%)     |
| Азијати           | 10 (0,4%)     | 11 (0,5%)     |
| Хиспаноамериканци | 16 (0,7%)     | 19 (0,9%)     |
| Укупно            | 2.355         | 2.171         |